# Лопес, Роберто
Роберто Лопес (англ. и порт. Roberto Lopes; род. 17 июня 1992, Крамлин, Ленстер) — ирландский и кабо-вердианский футболист, полузащитник клуба «Шемрок Роверс» и сборной Кабо-Верде.

## Биография

### Клубная карьера
Дебютировал в чемпионате Ирландии в составе клуба «Богемиан» в сезоне 2011, сыграв в свой дебютный сезон 3 матча. С 2013 года являлся основным игроком клуба, а в сезоне 2015 был капитаном команды. Всего за 6 сезонов в составе «Богемиан» провёл 140 матчей и забил 3 гола в чемпионате Ирландии. В 2017 году подписал контракт с «Шемрок Роверс», в составе которого стал обладателем Кубка Ирландии в сезоне 2019 и чемпионом страны в сезоне 2020.

### Карьера в сборной
В мае 2011 года был вызван в сборную Ирландии до 19 лет на матч элитного раунда квалификации к юношескому чемпионату Европы 2011 против сборной Италии, в котором появился на замену на третьей добавленной минуте.
Поскольку его отец был уроженцем Кабо-Верде, в 2019 году Лопес получил вызов в сборную Кабо-Верде на товарищеский матч против Того, в котором провёл на поле все 90 минут.
Был включён в состав сборной на Кубок африканских наций 2023.

## Достижения
Командные
«Шемрок Роверс»
- Чемпион Ирландии: 2020, 2021, 2022, 2023
- Обладатель Кубка Ирландии: 2019
- Обладатель Кубка Президента Ирландии: 2022

Личные
- Член символической сборной чемпионата Ирландии: 2020, 2021, 2023